# Bipolaris panici-miliacei
Bipolaris panici-miliacei är en svampart som först beskrevs av Y. Nisik., och fick sitt nu gällande namn av Shoemaker 1959. Bipolaris panici-miliacei ingår i släktet Bipolaris och familjen Pleosporaceae.   Inga underarter finns listade i Catalogue of Life.